# Underworld - Il risveglio
Underworld - Il risveglio (Underworld: Awakening) è un film del 2012 diretto da Måns Mårlind e Björn Stein.
Il film, con protagonisti Kate Beckinsale, India Eisley, Michael Ealy e Charles Dance, è il quarto in ordine di produzione della serie iniziata con Underworld, ed è il sequel di Underworld: Evolution, nonché il primo in 3D, mentre il terzo film prodotto (Underworld - La ribellione dei Lycans) è il prequel di tutta la serie.
Nel film Kate Beckinsale torna a recitare nel ruolo di Selene, mentre gli attori Michael Ealy e India Eisley vengono inseriti nel cast a partire da questo film.

## Trama
Dopo che gli esseri umani hanno scoperto l'esistenza dei Vampiri e dei Lycan, Selene e Michael cercano di imbarcarsi su un peschereccio per sfuggire all'epurazione delle due specie. Il loro piano viene tuttavia sventato da alcuni uomini in assetto da combattimento che li catturano.
Dopo dodici anni, Selene si risveglia dall'ibernazione forzata a cui è stata sottoposta all'interno della sede dell'Antigen, una multinazionale che si occupa della cura dell'infezione. Dopo essere scappata, Selene ha una visione, riesce a vedere con gli occhi della persona che lei pensa sia Michael e si addentra nelle fogne per cercarlo. Lì scopre che David, anch'egli un vampiro, la sta seguendo per scoprire cosa stia succedendo e, poco dopo, i due incontrano una ragazzina di circa 12 anni, che dice di essere Soggetto 2, ma che in seguito si scoprirà chiamarsi Eve, che si rivela essere metà vampira e metà lycan, nonché la figlia di Selene e Micheal. 
David offre loro un riparo nella casata di suo padre ma la tregua dura poco; i Lycan, infatti, irrompono uccidendo i vampiri all'interno e rapendo Eve, mentre Selene è costretta ad affrontare un Lycan gigantesco. David è gravemente ferito e muore, ma subito dopo Selene, gli apre il torace e dopo avergli toccato il cuore con la mano insanguinata lo rianima (Il sangue della donna era stato precedentemente modificato da Alexander Corvinus, l'immortale progenitore di tutti i vampiri e i licantropi.)
Selene, decisa nel voler salvare la figlia, stringe una piccola alleanza col detective Sebastian che si occupa del caso della sua evasione dall'Antigen e una volta dentro scoprono che tutti i membri sono dei Lycan, compreso il responsabile il dott Jacob Lane e il figlio Quint (il Lycan gigante e potenziato che li ha attaccati), che dal sangue di Michael e Eve vogliono potenziare la loro razza e distruggere per sempre i vampiri.  Dopo aver ucciso tutti i licantropi sulla propria strada e trovato la teca di cristallo dove Michael è ibernato, Selene avvisata da Sebastian è costretta a raggiungere il garage dove Jacob cerca di scappare con la figlia, qui la vampira si ritrova di nuovo in difficoltà contro Quint, mentre Eve liberatasi affronta Jacob e grazie anche all'arrivo di David (che uccide i restanti nemici) riesce a ucciderlo, mentre Selene con un  trucco obbliga Quint a tornare umano e gli conficca una granata all'argento nello stomaco, che subito si richiude, esplodendo e uccidendolo. 
Terminato lo scontro, Selene, David e Eve si preparano al prossimo passo: ritrovare Michael (i Lycan sono fuggiti con esso in elicottero) e riconsegnare il mondo nelle mani dei vampiri.

## Produzione
Le riprese del film sono iniziate nel marzo 2011 alla Simon Fraser University di Vancouver.

## Colonna sonora
La colonna sonora del film è composta da 17 tracce. Tra i gruppi che faranno parte della tracklist ufficiale figurano anche i Linkin Park, gli Evanescence, i Lacuna Coil e i The Cure.

## Distribuzione
Il primo trailer ufficiale del film è stato distribuito il 17 agosto 2011, seguito successivamente da un secondo trailer messo online da Yahoo! Movies il 2 novembre. Il 9 novembre 2011 è stato distribuito online il primo trailer in lingua italiana. Il 23 dicembre è stato messo online il terzo trailer del film. ed infine il 3 gennaio 2012 è stato messo online anche il secondo trailer italiano.
Il film è stato distribuito nelle sale di tutto il mondo a partire dal 20 gennaio 2012.

## Sequel
Si intitolerà Underworld: Blood Wars e seguirà Selene (Kate Beckinsale) e la figlia ibrida che ha avuto con Michael Corvin (Scott Speedman), come protagoniste del film. Nel maggio 2015 viene ufficializzato il sequel. A dirigere il film sarà Anna Foerster mentre la sceneggiatura è di Cory Goodman. Le riprese sono iniziate a Praga ad ottobre 2015. Il film, la cui uscita nei cinema americani era prevista per il 21 ottobre 2016, è stata rinviata al 6 gennaio 2017.[11]. Stesso discorso per l'Italia, la cui prima data d'uscita prevista era il 1º dicembre 2016.[12], ma è stata rinviata al 30 marzo 2017.